# Wilkie
Wilkie es un pueblo canadiense situado en la provincia de Saskatchewan.

## Superficie
Wilkie tiene una superficie de 9,22 km².

## Demografía
En 2021, tenía 1195 habitantes, una densidad poblacional de 129,5 hab./km², y 569 viviendas.